# Lijst van rijksmonumenten in Demen
De plaats Demen telt 6 inschrijvingen in het rijksmonumentenregister. Hieronder een overzicht.
| Object                                                             | Oorspronkelijke functie?  | Bouwjaar  | Architect      | Locatie            | Coördinaten?                  | Nr.?   | Afbeelding        |
| ------------------------------------------------------------------ | ------------------------- | --------- | -------------- | ------------------ | ----------------------------- | ------ | ----------------- |
| Kerk van de H. Willibrordus, met Heilig Hartbeeld                  | Kerk en kerkonderdeel     | 1857-1858 | P.J.H. Cuypers | Maasdijk 69        | 51° 48' 58" NB, 5° 37' 52" OL | 32378  | Meer afbeeldingen |
| Hekwerk met poortje                                                | Begraafplaats en -onderdl | ca. 1870  |                | Maasdijk 69        | 51° 48' 58" NB, 5° 37' 52" OL | 518204 | Meer afbeeldingen |
| Privé-begraafplaats van de familie Van den Bergh: zandstenen kruis | Begraafplaats en -onderdl | 1855      |                | Maasdijk bij 69    | 51° 48' 58" NB, 5° 37' 52" OL | 518205 | Meer afbeeldingen |
| Privé-begraafplaats van de familie Van den Bergh: grafmonument     | Begraafplaats en -onderdl | ca. 1858  |                | Maasdijk bij 69    | 51° 48' 58" NB, 5° 37' 52" OL | 520459 | Meer afbeeldingen |
| Privé-begraafplaats van de familie Van den Bergh: grafmonument     | Begraafplaats en -onderdl | ca. 1866  |                | Maasdijk bij 69    | 51° 48' 58" NB, 5° 37' 51" OL | 520462 | Meer afbeeldingen |
| Karnhuisje                                                         | Boerderij                 | 18e eeuw  |                | St Wilbertstraat 3 | 51° 48' 56" NB, 5° 37' 48" OL | 356437 | Meer afbeeldingen |